# أنشودة أرمنية
الأنشودة الأرمنية  (بالأرمنية: շարական)هو لحن الأنشودة المستخدم في الكنيسة الأرمنية الرسولية.
وتتكون الأنشودة الأرمنية، مثل الأنشودة البيزنطية، أساساً من الترانيم، وكانت أقدم التراتيل في النثر، ولكن أصبحت التراتيل متقنة في وقت لاحق، يحتوي الكتاب الرسمي للأناشيد، الشراكان، على 1616 ترتيلة.
يرجع تاريخ أقدم المخطوطات الناجية التي تحمل تدوينًا موسيقيًا إلى القرن الرابع عشر، وتستخدم نظامًا من النيات المعروفة باسم الأعمدة الأرمينية. في القرن التاسع عشر، تم وضع رمز جديد، لا يزال قيد الاستخدام. الأنشودة الأرمنية الآن تغنى على إيقاع دقيق، بما في ذلك أنماط إيقاعية محددة غير نمطية. عادةً ما تكون الهتافات المستخدمة من قبل المجتمعات في الأرمن في الشتات منسقة وتختلف عن الأشكال الأصلية. مصدر الموسيقى الأكثر تقليدية هو الليتورجية في فاغارشابات، المركز الديني في أرمينيا.

## روابط خارجية
- Armenian Liturgical Chant Ensemble Akn